# Шлиман, Адольф
Вильге́льм Карл Адо́льф Шли́ман (нем. Adolph Karl Wilhelm Schliemann, 21 июня 1817 — 19 января 1872) — немецкий юрист, известный также как богослов и шахматист. Двоюродный брат археолога Генриха Шлимана.

## Биография
Адольф Шлиман родился в семье мёльнского пастора Фридриха Шлимана (1790—1861) и Магдалены Беккер (1792—1861), старший из 11 детей. С 1823 года Ф. Шлиман был назначен пастором в Калькхорст. В 1832—1833 годах в семье жил Генрих Шлиман — племянник Фридриха (сын его брата — тоже пастора — Эрнста Шлимана).
Адольф Шлиман получил первоначальное образование у своего отца и студента Карла Андреса, который обучал латинскому и древнегреческому языкам. В 1833 году Адольфа отдали в гимназию Висмара, а в 1836—1842 годах он обучался в Ростокском университете, с перерывом на летний семестр 1840 года, когда он слушал курс догматического богословия в Берлине. Опубликовал несколько работ по раннехристианскому богословию, в том числе статью о сопоставлении догматики «Климентин» и секты эбионитов (1844). В 1845 году он вновь поступил в Ростокский университет, изучать право, и в 1848 году был удостоен докторской степени, был оставлен лектором университета и практиковал как юрист. В 1850 году Адольф Шлиман женился на Шарлотте Штамер (1823—1873) — дочери землевладельца из Калькхорста, у них был сын Адольф Карл Шлиман (1858—1876).
В 1851 году Адольф Шлиман выиграл своё первое крупное дело, представляя правительство герцогства Мекленбург-Шверинского против местного юнкерства. С октября 1851 года он стал судьёй мекленбургского верховного суда, и с 1854 года состоял в высшем апелляционном суде Ростока. После создания Германской империи в 1870 году, А. Шлиман стал членом вновь созданного Высшего арбитражного суда в Лейпциге, где и скончался.
А. Шлиман поддерживал отношения со своим кузеном Генрихом Шлиманом в течение всей жизни. Когда Генрих обосновался в США и планировал развод с русской женой, Адольф давал ему консультации в области как американского, так и российского законодательства. Кроме того, Адольф добился присуждения Генриху в 1869 году в Ростоке степени доктора философии по совокупности опубликованных трудов.

## Адольф Шлиман — шахматист
А. Шлиман был известен как шахматист, в 1859 году основал в Шверине шахматный клуб, в котором ежегодно организовывались турниры. В 1863 году он участвовал в турнире Берлинского шахматного клуба и сыграл 19 матчей против Карла Майета, Жака Мизеса и Густава Неймана.
Одним из первых начал применять гамбит Яниша в испанской партии. В зарубежных источниках эта система часто называется защитой Шлимана.

## Труды
- Die Clementinen nebst den verwandten Schriften und der Ebionitismus : ein Beitrag zur Kirchen und Dogmengeschichte der ersten Jahrhunderte. — Hamburg : F. Berthes, 1844.
- Die Haftung des Cedenten. Ein Beitrag zur Lehre von der Cession. Preisschrift, Rostock 1848. (2. Ausg. 1850; Neuauflage: Kessinger Publishing, Whitefish Montana 2010)
- Kritische Bemerkungen zum Entwurf eines allgemeinen deutschen Handelsgesetzbuchs (nach den Beschlüssen der zweiten Lesung). Schwerin, 1858.
- Die lehre vom zwange. Eine civilistische abhandlung. — Rostock : Stiller, 1861.
- Beiträge zur Lehre von der Stellvertretung beim Abschluß obligatorischer Verträge. I. Stellvertreter, Bote, Briefträger, In: Zeitschrift für das gesammte Handelsrecht. Bd. XVI (N. F. Bd. I) S. 1-31.